# Новый Суходол
Новый Суходол — посёлок в Чердаклинском районе Ульяновской области России. Входит в состав Бряндинского сельского поселения.

## География
Посёлок находится в западной части Левобережья, в лесостепной зоне, в пределах Низкого Заволжья, к северу от железнодорожной линии Димитровград — Ульяновск, на расстоянии примерно 30 километров (по прямой) к востоку-юго-востоку (ESE) от посёлка городского типа Чердаклы, административного центра района.
Климат
Климат характеризуется как умеренно континентальный, с тёплым летом и умеренно холодной зимой. Средняя температура воздуха самого тёплого месяца (июля) — 20 °C (абсолютный максимум — 39 °C); самого холодного (января) — −13,8 °C (абсолютный минимум — −47 °C). Продолжительность безморозного периода составляет в среднем 131 день. Среднегодовое количество атмосферных осадков составляет 406 мм. Снежный покров образуется в конце ноября и держится в течение 145 дней.
Часовой пояс
Посёлок Новый Суходол, как и вся Ульяновская область, находится в часовой зоне МСК+1. Смещение применяемого времени относительно UTC составляет +4:00.

## Население
| 1910 | 2010 |
| ---- | ---- |
| 425  | ↘38  |

Национальный состав
Согласно результатам переписи 2002 года, в национальной структуре населения русские составляли 47 % из 36 чел., мордва — 42 %.